# Херман II фон Шпигел
Херман II фон Шпигел (на немски: Hermann II von Spiegel; * пр. 1252/ок. 1230; † сл. 1305) е благородник от фамилията фон Шпигел, спомената за пръв път в документи през 1224 г. с резиденция замък „Бург Дезенберг“ близо до Варбург, Вестфалия.
Той е вторият син на рицар Херман I фон Шпигел († сл. 1259) и Юта фон Папенхайм († сл. 1259), внучка на Лудолф фон Папенхайм († сл. 1198), дъщеря на Рабе Папенхайм († сл. 1224) и роднина на рицар Рабе фон Папенхайм († сл. 1266). Братята му са рицарите Екберт I фон Шпигел († сл. 1295) и Раве I фон Шпигел († сл. 1275).
През 1787 г. линията „Шпигел цум Дезенберг“ е издигната на пруски графове.

## Фамилия
Херман II фон Шпигел се жени за Годеста фон Елферфелд (* пр. 1264; † сл. 1287), дъщеря на Конрад I фон Елферфелд († сл. 1307) и фон Виндек. Те имат пет деца:
- дъщеря, омъжена за Стефан фон дер Малсбург († сл. 1318)
- Герхард II фон Шпигел († сл. 1322), рицар, женен за Агнес фон Шоненберг († сл. 1316); имат 9 деца
- Хелмбургис фон Шпигел (* пр. 1281), омъжена за Херман фон Бракел († пр. 1298)
- Герхард I фон Шпигел († сл. 1295)
- Херман III фон Шпигел († пр. 1312), рицар, женен за Маршал фон Варбург, дъщеря на рицар Лудолф фон Маршал († сл. 1298)